# Dalarnas golfdistriktsförbund
Dalarnas golfdistriktsförbund omfattar golfklubbarna i Dalarnas län.

## Golfklubbar i Dalarnas golfdistriktsförbund

### Avesta golfklubb
Avesta golfklubb bildades 1963.
| Avesta golfbana | 18 hål | Par 72 |  | Park- och skogsbana | Spelklar 1963 | Arkitekt: Sune Linde |

### Dalsjö golfklubb
Huvudartikel: Dalsjö golfklubb

### Falun-Borlänge golfklubb
Falun-Borlänge golfklubb i Aspeboda bildades 1955.
| Aspeboda golfbana | 18 hål | Par 72 |  | Parkbana | Spelklar 1977 | Arkitekt: Nils Sköld |

### Furudals Bruks golfklubb
Furudals Bruks golfklubb bildades 1991.
| Furudals Bruks golfbana | 18 hål | Par 72 | 5592 4913 | Park- och skogsbana | Spelklar 9 hål 1995, 18 hål 2002 | Arkitekt: Sune Linde |

### Gagnefs golfklubb
Gagnefs golfklubb bildades 2002.
| Rista golfbana | 18 hål | Par 72 |  | Parkbana | Spelklar 2003 | Arkitekt: |

### Hagge golfklubb
Huvudartikel: Hagge golfklubb

### Hedemora golfklubb
Hedemora golfklubb bildades 1990.
| Hedemora golfbana | 9 hål som spelas 2 varv med olika tees hål | Par 73 | 5970 4885 | Park- och skogsbana | Spelklar 1993 | Arkitekt: Egen regi |

### Idrefjällens golfklubb
Idrefjällens golfklubb utanför Idre bildades 1991. 2008 utsågs klubben till Årets golfklubb av föreningen Golfjournalisterna.
| Idre golfbana | 18 hål | Par 72 |  | Skogsbana | Spelklar 1992 | Arkitekt: Bengt Lorichs |

### Leksands golfklubb
Leksands golfklubb bildades 1977.
| Leksands golfbana | 18 hål | Par 70 | 5454 4887 4362 | Park- och skogsbana | Spelklar 1984 | Arkitekt: Nils Sköld |

### Malungs golfklubb
Malungs golfklubb ligger i Dalarna.
| Malungs golfbana | 9 hål | Par 36 | 2702 2300 | Skogsbana | Spelklar 1998 | Arkitekt: Jeremy Turner |

### Mora golfklubb
Mora golfklubb bildades 1980.
| Mora golfbana | 18 hål | Par 72 | 5935 5630 5180 4910 | Skogsbana | Spelklar 1983 | Arkitekt: Sune Linde |

### Rättviks golfklubb
Huvudartikel: Rättviks golfklubb

### Samuelsdals golfklubb
Samuelsdals golfklubb i Falun bildades 1993.
| Samuelsdals golfbana | 9 hål | Par 27 |  | Parkbana | Spelklar 1993 | Arkitekt: Jeremy Turener |

### Snöå golfklubb
Snöå golfklubb i Dala-Järna bildades 1990.
| Snöå golfbana | 18 hål | Par 73 | 5958 5786 4798 | Park- och skogsbana | Spelklar 1992 | Arkitekt: Åke Persson |

### Sollerö golfklubb
Sollerö golfklubb på Sollerön bildades 1993.
| Solleröns golfbana | 18 hål | Par 72 | 6577 6011 5439 5222 | Hed- och skogsbana | Spelklar 1992 | Arkitekt: Jeremy Turner |

### Sälenfjällens golfklubb
Sälenfjällens golfklubb i Sälen bildades 1983.
| Sälens golfbana | 18 hål | Par 72 |  | Skogsbana | Spelklar 1991 | Arkitekt: Sune Linde |

### Säters golfklubb
Säters golfklubb bildades 1984 i Säters kommun.
| Säters golfbana | 18 hål | Par 72 | 5781 4825 | Naturbana | Spelklar 1990 | Arkitekt: Sune Linde |

### Tällbergsbyarnas golfklubb
Tällbergsbyarnas golfklubb ligger i Tällberg, i byn Plintsberg på sluttningen ned mot Siljan. Banan har ganska små greener.
| Tällbergsbyarnas golfbana | 9 hål | Par 36 | 2646 2250 | Parkbana | Spelklar 2005 | Arkitekt: Janne Blohm, Göran Deljerud |

### Älvdalens golfklubb
Älvdalens golfklubb bildades 1999. Klubben har ett samarbete med Mora GK.
| Älvdalens golfbana | hål | Par |  |  | Spelklar | Arkitekt: |